# یاکوبوس کاپتین
یاکوبوس الیزا یوهانس کاپیتین (۱۷۱۷ – ۱ فوریه ۱۷۴۷) نویسنده، شاعر، کاهن و مبلغ غنائی بود که بیشتر به خاطر اولین فرد آفریقایی‌تبار که به عنوان کاهن در یک کلیسای پروتستان منصوب شد شناخته شد. کاپیتین که در غرب آفریقا به دنیا آمد، در جوانی به جمهوری هلند منتقل شد، جایی که او در آنجا الهیات خواند و در مورد مسیحیت و برده داری نوشت و قبل از بازگشت به آفریقا و در نهایت در بدهی مرد.
کاپیتین در ۱۷۱۷ در المینا، غرب آفریقا. در سن هفت یا هشت سالگی به بردگی فروخته شد و متعاقباً به یکی از کارمندان کمپانی هند غربی هلند (WIC) به نام یاکوبوس ون گوخ تقدیم شد، که او را در سال ۱۷۲۸ به جمهوری هلند برد. اگرچه او از نظر فنی در خاک هلند آزاد بود، اما کاپیتین وقتی ون گوخ در لاهه اقامت گزید او را همراهی کرد و به تدریج زبان هلندی را یادگرفت و در سال ۱۷۳۵ غسل تعمید گرفت.
کاپتین در حالی که در لاهه زندگی می‌کرد به تحصیل الهیات ابراز علاقه کرد و با حمایت ون گوخ در سال ۱۷۳۱ در Gymnasium Haganum یک مدرسه عمومی شروع به تحصیل کرد. در سال ۱۷۳۷، پس از فارغ‌التحصیلی، کاپتین بورسیه تحصیلی را برای تحصیل در دانشگاه لیدن گرفت و به بخش الهیات دانشگاه پیوست. کاپیتین در سال ۱۷۴۲ پایان‌نامه ای نوشت که در آن از برده داری به دلایل دینی دفاع کرد و پس از انتشار به صورت متن با استقبال مثبت روبرو شد.
پس از فارغ‌التحصیلی از دانشگاه لیدن در سال ۱۷۴۲، کاپیتین به عنوان کاهن در کلیسای اصلاحی هلند منصوب شد. او به سرعت به WIC پیوست و به عنوان کشیش به قلعه المینا در غرب آفریقا فرستاده شد. با این حال، تلاش‌های او برای خدمت به کارمندان WIC در المینا تا حد زیادی ناموفق بود، مانند تلاش‌های کاپتین برای تبدیل دین جمعیت محلی آفریقا به دین مسیحیت. پس از ازدواج با همسرش در سال ۱۷۴۵، کاپیتین دو سال بعد در حالی که به شدت بدهکار بود درگذشت.

## اوایل زندگی
مردی که به نام یاکوبوس کاپیتین شناخته شد، در سال ۱۷۱۷ در المینا در غرب آفریقا به دنیا آمد.  هویت والدین او ناشناخته است، اگرچه او به دلیل جنگ یا دلایل احتمالی دیگری یتیم شده بود.  در سن هفت یا هشت سالگی او توسط تاجران برده دستگیر و به بردگی گرفته شد و آنها او را به یک ناخدای دریایی هلندی و تاجر برده به نام آرنولد استین هارت فروختند.  استین‌هارت متعاقباً او را به کاپیتان دریایی و برده‌دار، یاکوبوس ون گوخ، که در المینا زندگی می‌کرد، تقدیم کرد. ون گوخ نام اورا او را به یاکوبوس الیزا یوهانس کاپیتین تغییر نام داد. 
در سال ۱۷۲۸، ون گوخ پس از بازنشستگی از خدمت خود در شرکت هلندی هند غربی (WIC) به جمهوری هلند بازگشت.  ون گوخ کاپیتین تقریباً ۱۰ ساله را با خود به هلند برد، او قبلاً کودک را در خانواده خود به سرپرستی پذیرفته بود. کاپیتین بعداً ادعا کرد که ون گوخ او را به اروپا بازگرداند زیرا معتقد بود که «[کاپیتین] پس از آموزش مناسب در مسیحیت، ممکن است کاری انجام دهد که تحقیرآمیز نباشد و از این طریق امرار معاش کند.»   کشتی تجاری که کاپتین و صاحبش را حمل می‌کرد در ۱۴ آوریل ۱۷۲۸ به شهر بندری بزرگ میدلبورگ، زلند رسید.  
هنگامی که کاپیتین پا به خاک هلند گذاشت، به دلیل نبود هیچ قانون هلندی که وجود برده داری را به‌طور مثبت به رسمیت می‌شناخت، به او به‌طور پیش فرض آزادی اعطا شد (واقعیتی که کاپیتین در نوشته‌های بعدی خود نادیده گرفت).  با این حال، کاپیتین همچنان در خانواده ون گوخ باقی ماند و زمانی که او به لاهه نقل مکان کرد تا به عنوان یک بازنشسته ساکن شود، به او پیوست.  در آنجا، کاپیتین به تدریج یادگرفت که چگونه به زبان هلندی صحبت کند و طبق دستورالعمل‌های ون گوخ در نقاشی آموزش دید. او همچنین در ژوئیه ۱۷۳۵ توسط کلیسای اصلاحی هلند به مذهب پروتستان تعمید  شد.

## شغل دانشگاهی
کاپتین در حالی که در لاهه زندگی می‌کرد، علاقه خود را برای ادامه تحصیل در الهیات ابراز کرد که ون گوخ با اکراه از آن پذیرفت.  با حمایت الهیدان هلندی و کاهن پروتستان هنریک ولزه، کاپتین در سال ۱۷۳۱ در Gymnasium Haganum، یک مدرسه دولتی، شروع به تحصیل کرد «تا به خواست خدا بعداً به مردم خود راه را برای دین بهتر نشان دهم، زیرا آنها باید از فرقه بت‌پرستی خود منحرف شوند."   شهریه برای تحصیل کاپیتین در مدرسه توسط چندین شهروند ثروتمند و دانشگاه لیدن پرداخت می‌شد. 
کپتین در Gymnasium Haganum، به مدت شش سال و نیم زبان‌های عبری، لاتین و یونانی آموخت.  در سال ۱۷۳۷، زمانی که کاپتین در آستانه فارغ‌التحصیلی بود، یک سخنرانی عمومی در تمجید از نقش هیئت‌های مسیحی ایراد کرد. کاپیتین متعاقباً این سخنرانی را منتشر کرد و عنوان اثر را به نام «در فراخوان بت‌ها» گذاشت که تمام نسخه‌های آن از بین رفته‌است. پس از فارغ‌التحصیلی از مدرسه، کاپتین در سال ۱۷۳۹ برای تحصیل در دانشگاه لیدن بورسیه تحصیلی دریافت کرد و به بخش الهیات دانشگاه پیوست و «به او اطمینان داده شد که بهترین تحصیلات هلند می‌تواند به او ارائه شود.»  
کاپیتین که به احتمال زیاد در حال تحصیل در مقطع کارشناسی ارشد در دانشگاه لیدن بود، به مدت سه سال در آنجا تحصیل کرد.  زمانی که در دانشگاه بود، چندین شعر و مقاله به همراه موعظه نوشت که بسیاری از آنها متعاقباً منتشر شد و مورد توجه قابل توجه مردم هلند قرار گرفت که «او را به عنوان نمونه‌ای از جهانی بودن مسیحیت تأیید کردند».  دو پرتره حکاکی شده از کپتین تولید و فروخته شد و نسخه‌های متعددی به فروش رسید.  امتحان نهایی او شامل دفاع از پایان‌نامه خود در مقابل استادی دانشگاه در یک محیط رسمی بود. 
پایان‌نامه ای که به حامیان کاپیتین تقدیم شده بود (و بلافاصله پس از ارائه آن تحت عنوان آیا برده داری با آزادی مسیحی سازگار است یا نه؟ به عنوان رساله منتشر شد) یک اثر دربارهٔ برده داری بود که از دخالت هلندی‌ها در برده داری با ارائه سه اصل کلیدی دینی حمایت می‌کرد. به گفته مورخ گرانت پارکر، این واقعیت که پایان‌نامه بلافاصله پس از دفاع کاپتین از آن منتشر شد، نشان می‌دهد که «کار او مخاطبان بیشتری فراتر از آکادمی دارد.»  این رساله توسط تاجران برده هلندی و طبقه کشاورزان مورد تحسین قرار گرفت. 
پس از فارغ‌التحصیلی کاپتین از دانشگاه لیدن در سال ۱۷۴۲، در ۶ آوریل همان سال به عنوان کاهن در کلیسای اصلاحی هلند منصوب شد.   کاپیتین در مورد تمایل خود برای پیگیری کار تبلیغی در رساله ۱۷۴۲ خود نوشته بود، و وارد کار برای شرکت هند غربی شد، که به روحانیون مسیحی در قلعه المینا نیاز داشت. کاپیتین سرانجام تصمیم گرفت به المینا سفر کند، تصمیمی که توسط کلیسای اصلاحی هلندی که او را برای آن هدف خاص تعیین کرده بود، حمایت شد. در ژوئیه ۱۷۴۲، کاپیتین برای سفر به غرب آفریقا، سوار کشتی برده داری De Catharina Galey شد. 

## بازگشت به آفریقا و مرگ

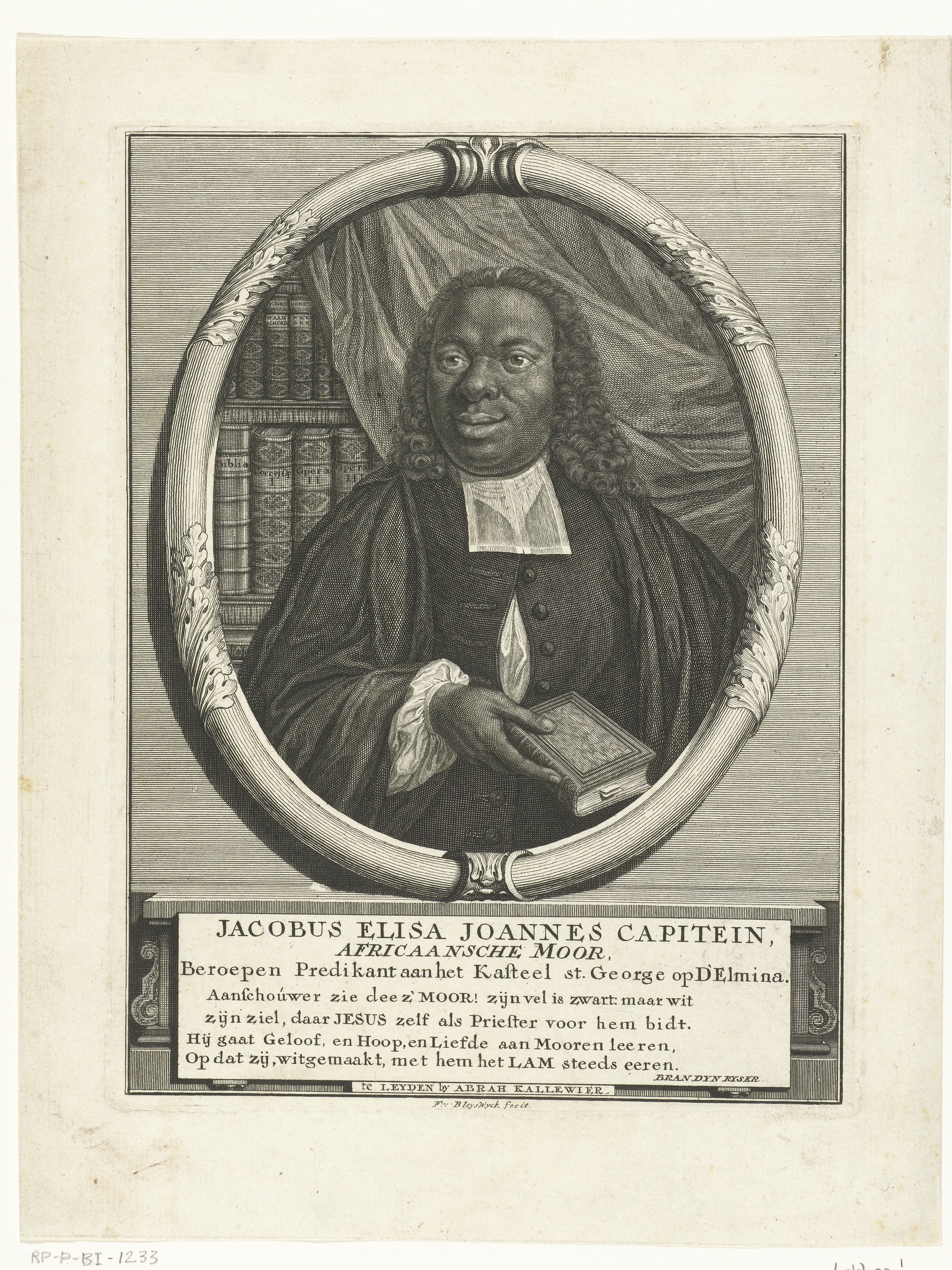
حکاکی هلندی ۱۷۴۲ از کپتین

در ۸ اکتبر، کپتین به المینا رسید، که در این مرحله به مستعمره شرکت هند غربی تبدیل شده بود. اکثر مردم محلی آفریقایی بودند و در روستایی در کنار قلعه ساکن بودند.   کاپیتین توسط مافوق خود به خدمت به بازرگانان، کارمندان و سربازان هلندی در استخدام شرکت هند غربی که در قلعه المینا مستقر بودند، منصوب شد.  با این حال، او در این نقش عمدتاً ناموفق بود، زیرا تعداد کمی از کارکنان شرکت هند غربی در المینا به‌طور منظم در کلیسا شرکت می‌کردند. 
کاپتین همچنین با استفاده از روش‌های مختلفی که در نوشته‌های قبلی‌اش تحلیل و توضیح داده بود، تلاش‌هایی را برای خدمت به جمعیت محلی آفریقا آغاز کرد.  او نیایشگاه‌های جداگانه‌ای برای مسیحیان آفریقایی ایجاد کرد، موعظه‌هایی را با استفاده از زبان‌های بومی موعظه کرد، ارتباط روزانه‌ای با نوکیشان برقرار کرد، و نوپایان محلی را به عنوان مبلغان آموزش داد. با این حال، در نهایت، این تلاش‌ها منجر به گرویدن تعداد کمی از مردم محلی به مسیحیت شد. 
تلاش‌های او برای خدمت در میان جمعیت آفریقایی المینا در نهایت باعث شد کاپتین در فوریه ۱۷۴۳ عاشق یک زن محلی شود که در نهایت با او نامزد کرد.  هنگامی که مقامات شرکت هند غربی در جمهوری هلند در مورد نامزدی شنیدند، دستوراتی را به کاپیتین فرستادند که صراحتاً او را از ازدواج با زن به دلیل مسیحی نبودن او منع کردند.  شرکت هند غربی یک زن هلندی به نام Antonia Grinderdos را به المینا فرستاد تا او با او ازدواج کند. این زوج در ماه مه ۱۷۴۶ ازدواج کردند. 
هنگامی که کاپتین در المینا خدمت می‌کرد، حقوق ناچیزی از شرکت هند غربی دریافت می‌کرد، که انتظار داشت او درآمد خود را با شرکت در سرمایه‌گذاری‌های تجاری خصوصی تکمیل کند.  کاپتین در زمانی که در المینا بود، در شرکت‌های متعددی شرکت داشت، اگرچه هیچ‌کدام موفق نبودند. پارکر اشاره کرد که از آنجایی که المینا مرکز اصلی تجارت برده در اقیانوس اطلس بود، احتمال داشت که کاپتین به نوعی درگیر برده داری باشد، اگرچه هیچ مدرک قطعی برای پیوند دادن او به تجارت برده وجود ندارد. 
به گفته لیلا جی. کیو، مورخ آمریکایی، «به تدریج کاپتین از نظر جسمی، عاطفی و مالی رو به افول رفت».  در ۱ فوریه ۱۷۴۷، کاپیتین در المینا به علت نامعلومی درگذشت.   او در بدهکاری مقدار زیادی پول به افراد محلی درگذشت (وضعیتی که روابط بین او و گریندردوس را تیره کرده بود).  پس از مرگ او، یکی از کارمندان WIC نامه ای نوشت و اشاره کرد که علاوه بر بدهی‌های کلان خود، کاپتین در زمان اقامت در المینا از اعتیاد به الکل نیز رنج می‌برد. 

## دیدگاه‌ها در مورد برده داری و میراث
شهرت امروزی کاپیتین اساساً بر رساله ۱۷۴۲ او استوار است که دفاع الهیاتی از برده داری ارائه کرد.  در این رساله، کاپیتین استدلال کرد که برده داری، به جای جلوگیری از تلاش‌ها برای تبدیل آفریقایی‌ها به مسیحیت، در واقع برای تلاش‌های تغییر دین از طریق نزدیک کردن مسیحیان و غیر مسیحیان به یکدیگر مفید بود.  کاپیتین استدلال‌هایی را که بردگی آفریقایی‌ها را به دلیل تفاوت‌های فرهنگی و نژادی با اروپایی‌ها توجیه می‌کرد، رد کرد و اصرار داشت که برده‌داران مسیحی با کسانی که به بردگی گرفته‌اند رفتار منصفانه داشته باشند، از جمله اینکه به‌طور بالقوه آنها را آزاد کنند. 
مورخان ارزیابی‌های متعددی در مورد اینکه چرا کاپیتین ترجیح داد دیدگاه‌های برده داری را بیان کند، ارائه کرده‌اند. مورخ جوزف کی. ادجایه خاطرنشان کرد که کاپتین هرگز به هیچ‌یک از مستعمرات هلندی در قاره آمریکا سفر نکرده بود و به همین دلیل مجبور بود به گزارش‌های دست دوم در مورد شرایط برده داری در مزارع در آنجا تکیه کند، در حالی که آکادمیک تینیکو ماکوله له استدلال می‌کند که چون زمان بسیاری از زندگی کاپیتین در تعامل با شرکت هند غربی سپری شد، او دیدگاه‌های برده داری آنها را جذب کرد.   علاوه بر این، کاپتین بیشتر عمر خود را در جمهوری هلند گذراند که یکی از شرکت کنندگان اصلی تجارت برده در اقیانوس اطلس بود. 
زمانی که کاپتین در المینا بود، کتاب مقدس را (همراه با دیگر متون مسیحی) از هلندی به گویش فانته به عنوان بخشی از تلاش‌های تبلیغی خود با مردم محلی ترجمه کرد.  هنگامی که خادمان ارشد کلیسای اصلاح‌شده هلندی از تلاش‌های او در ترجمه خبر دادند، آنها جنبه‌هایی از ترجمه‌های کاپتین از مطالب مسیحی به فانتی را زیر سؤال بردند.  مشابه رابطه سرد خود با شرکت هند غربی، کاپتین در زمانی که در المینا بود، اغلب با کلیسای اصلاحی هلندی درگیر می‌شد، تضادی شدید با روابط گرمی که با آنها در زمان اقامت در جمهوری هلند داشت. 
در میان مردم هلند، دیدگاه‌های کاپتین پس از مرگش متفاوت بود. برخی که دیدگاه‌های نژادپرستانه داشتند استدلال می‌کردند که زندگی او دلیلی بر این بود که سیاه‌پوستان باید از تعمید در کلیسای اصلاحی هلند منع شوند، در حالی که برخی دیگر ادعا کردند که مهارت‌های نوشتاری و تسلط کاپیتین بر زبان‌های اروپایی نشان می‌دهد که آفریقایی‌ها و اروپایی‌ها برابر هستند.  در المینا، کاپیتین یک مدرسه و یتیم خانه برای کودکان اروپایی-آفریقایی ساحل طلایی تأسیس کرد. هم مدرسه و هم پرورشگاه پس از مرگ او به کار خود ادامه دادند، اگرچه در نهایت تعطیل شدند.